# WIK Boekel
WIK Boekel is een Belgische voetbalclub uit Sint-Blasius-Boekel. De club is aangesloten bij de KBVB met stamnummer 8305 en heeft wit-zwart-geel als kleuren. De club ontstond in 1974, maar speelt al heel zijn bestaan in de Oost-Vlaamse provinciale reeksen.